# Janne Puhakka
Janne Tapio Puhakka (* 24. Februar 1995 in Espoo; † 13. Oktober 2024 ebenda) war ein finnischer Eishockeyspieler, der im Verlauf seiner aktiven Karriere zwischen 2012 und 2018 unter anderem 40 Spiele in der Liiga bestritten hat.

## Leben und Karriere
Puhakka begann seine Karriere im Alter von 14 Jahren bei den Espoo Blues, zunächst im U16-Kader. 2010 hatte er sein erstes Spiel für die finnische U16-Nationalmannschaft. Bei der U18-Weltmeisterschaft 2013 gewann er mit der finnischen Auswahl die Bronzemedaille. Anschließend wechselte Puhakka für zwei Jahre nach Kanada zu den Saguenéens de Chicoutimi, wo er bis 2015 verblieb. Diese hatten ihn beim CHL Import Draft 2013 in der zweiten Runde an Gesamtposition 81 ausgewählt. Von 2015 bis 2016 spielte er sowohl für die finnische U20-Nationalmannschaft als auch erneut für Espoo United. 2015 war er außerdem an TuTo Hockey verliehen. Vor seinem Karriereende 2018 war Puhakka ab 2017 beim französischen Gap Hockey Club verpflichtet.
Ab 2014 lebte Puhakka in einer Beziehung mit Rolf N. Bis zu seinem Karriereende 2018 machte er die Beziehung jedoch nicht öffentlich, laut eigener Aussage wegen der Art und Weise, wie er „in der ultra-maskulinen Sportwelt wahrgenommen werde“. Ab seinem Coming-out 2019 galten Puhakka und N. demnach als Vorbild der finnischen LGBTQ-Community.
Am 13. Oktober 2024 wurde Puhakka im Alter von 29 Jahren von seinem 66-jährigen Ex-Partner Rolf N. in der gemeinsamen Villa in Espoo, aus der Puhakka wenige Wochen vor der Tat ausgezogen war, mit einem Jagdgewehr erschossen. Laut der örtlichen Polizei ist das Tatmotiv das Ende der Beziehung zwischen Rolf N. und Puhakka.

## Erfolge und Auszeichnungen
- 2013 Finnischer U20-Vizemeister mit den Espoo Blues
- 2016 Finnischer U20-Vizemeister mit den Espoo Blues
- 2016 Topscorer der Nuorten SM-liiga-Playoffs
- 2016 Bester Torschütze der Nuorten SM-liiga-Playoffs

### International
- 2012 Silbermedaille beim Ivan Hlinka Memorial Tournament
- 2013 Bronzemedaille bei der U18-Junioren-Weltmeisterschaft

## Karrierestatistik

### International
Vertrat Finnland bei:
- Ivan Hlinka Memorial Tournament 2012
- U18-Junioren-Weltmeisterschaft 2013

(Legende zur Spielerstatistik: Sp oder GP = absolvierte Spiele; T oder G = erzielte Tore; V oder A = erzielte Assists; Pkt oder Pts = erzielte Scorerpunkte; SM oder PIM = erhaltene Strafminuten; +/− = Plus/Minus-Bilanz; PP = erzielte Überzahltore; SH = erzielte Unterzahltore; GW = erzielte Siegtore; 1 Play-downs/Relegation; Kursiv: Statistik nicht vollständig)